# Wapen van IJsselstein

Het wapen van de gemeente IJsselstein

Het wapen van IJsselstein is het gemeentelijke wapen van de Utrechtse gemeente IJsselstein. Het wapen werd op 11 september 1816 door de Hoge Raad van Adel in gebruik door de gemeente bevestigd.

## Geschiedenis
Het wapen is het familiewapen van de familie van Amstel, die in de dertiende eeuw de heerlijke rechten in het gebied bezat. Deze familie ging zich rond 1300 Van IJsselstein noemen, naar het Kasteel IJsselstein. Ook toen naderhand (na 1366) de rechten overgingen naar andere heren bleef het wapen ongewijzigd. Het bleef ook in gebruik voor de Baronie IJsselstein, die tot 1795 bestond. De gemeente is grotendeels uit de baronie ontstaan.

## Blazoen
De beschrijving luidde als volgt:
Van goud beladen met eene fasce van sabel, een geëchequeteerde sautoir van 2 tieres van keel en zilver brocherende over het geheel.
N.B.:
- De heraldische kleuren zijn goud (geel), sabel (zwart), zilver (wit) en keel (rood).
- Het schild wordt gedekt door een kroon met drie fleurons en twee parels.

## Verwante wapens
De volgende wapens zijn verwant aan het wapen van IJsselstein:

Wapen van Benschop
Wapen van Noord-Polsbroek
Wapen van Polsbroek
Wapen van Ruwiel
Wapen van Lopik
Wapen van de Sint-Nicolaasbasiliek (niet uitgevoerd voorstel)